# Lacul Tetila
Lacul Tetila este un lac de dimensiuni reduse, în apropiere de localitatea Tetila, județul Gorj, România.